# Chorier-Berriat
Chorier-Berriat est un quartier de Grenoble, à l'ouest de la ville.

## Toponymie
Le nom « Berriat » fait référence au Cours Berriat, principale voie desservant le quartier, cours nommé ainsi en l'honneur du maire Honoré-Hugues Berriat (1778-1854), qui l'inaugura.
Le nom « Chorier » fait référence à la rue Nicolas-Chorier, autre artère majeure du quartier, située plus au sud. Elle tient son nom de l'avocat et historien du XVIIe siècle Nicolas Chorier, auteur notamment de l'Histoire générale de Dauphiné, premier ouvrage consacré à l'histoire de cette province.
Ce quartier est également désigné par l'appellation  Berriat-Saint-Bruno, en référence à l'église paroissiale Saint-Bruno sur la place du même nom, et aux deux stations de tramway desservant le secteur.
Le simple vocable Berriat est parfois employé pour désigner le quartier dans son ensemble.

## Géographie

### Situation

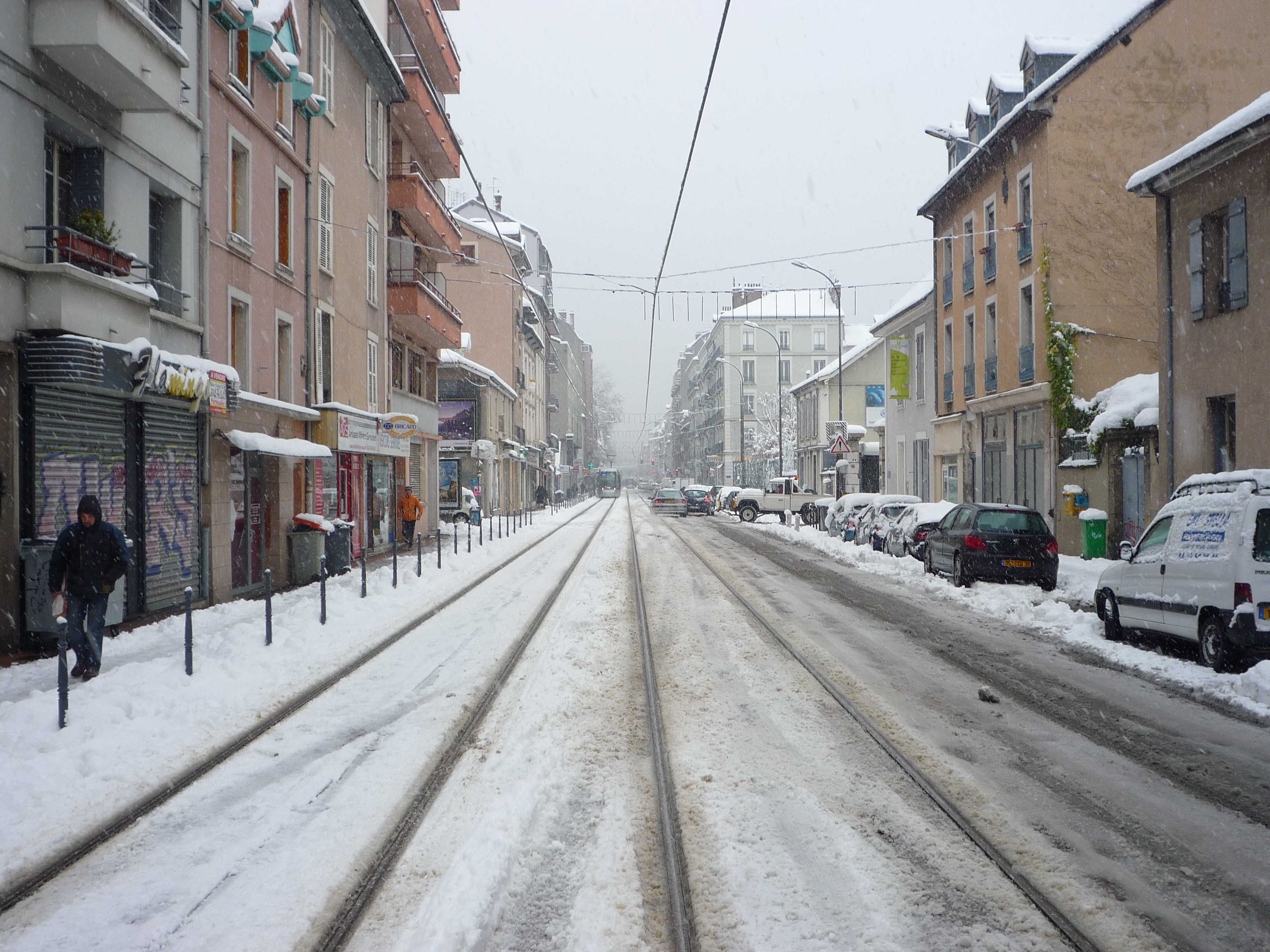
Le cours Berriat durant l'hiver 2010.

Ce quartier, situé à l'ouest du territoire communal, est bordé par le boulevard Joseph-Vallier au sud (quartier des Grands boulevards) ; au nord par le quartier d'affaires Europole ; à l'ouest par le torrent du Drac et l'autoroute urbaine A480 de la métropole grenobloise ; enfin à l'est par le cours Jean-Jaurès, qui le sépare de l'hyper-centre. Le cours Berriat, en tant que voie urbaine, se prolonge vers l'est jusqu'au boulevard Gambetta dans ce même quartier de l'hyper-centre. La rue Ampère, la rue Nicolas Chorier, la rue Irvoy et la rue de New-York sont d'autres voies importantes de ce quartier
Chorier-Berriat est riverain de la ville de Fontaine auquel il est relié par le pont du Drac. 

### Urbanisme et organisation
L'urbanisation a commencé au début des années 1860, avec l'implantation de la gare de Grenoble et l'arrivée progressive d'industriels qui ont souvent laissé leur nom à une rue du quartier (Joya, Bouchayer, Terray, Marliave...), et qui lui ont donné jusqu'à la fin du XXe siècle un caractère essentiellement ouvrier.
Ses principaux parcs publics sont le square des Fusillés, situé cours Berriat ; le parc de Marliave, situé rue Marx Dormoy ; et le parc Paul Valérien Perrin, situé rue de New-York.

## Histoire

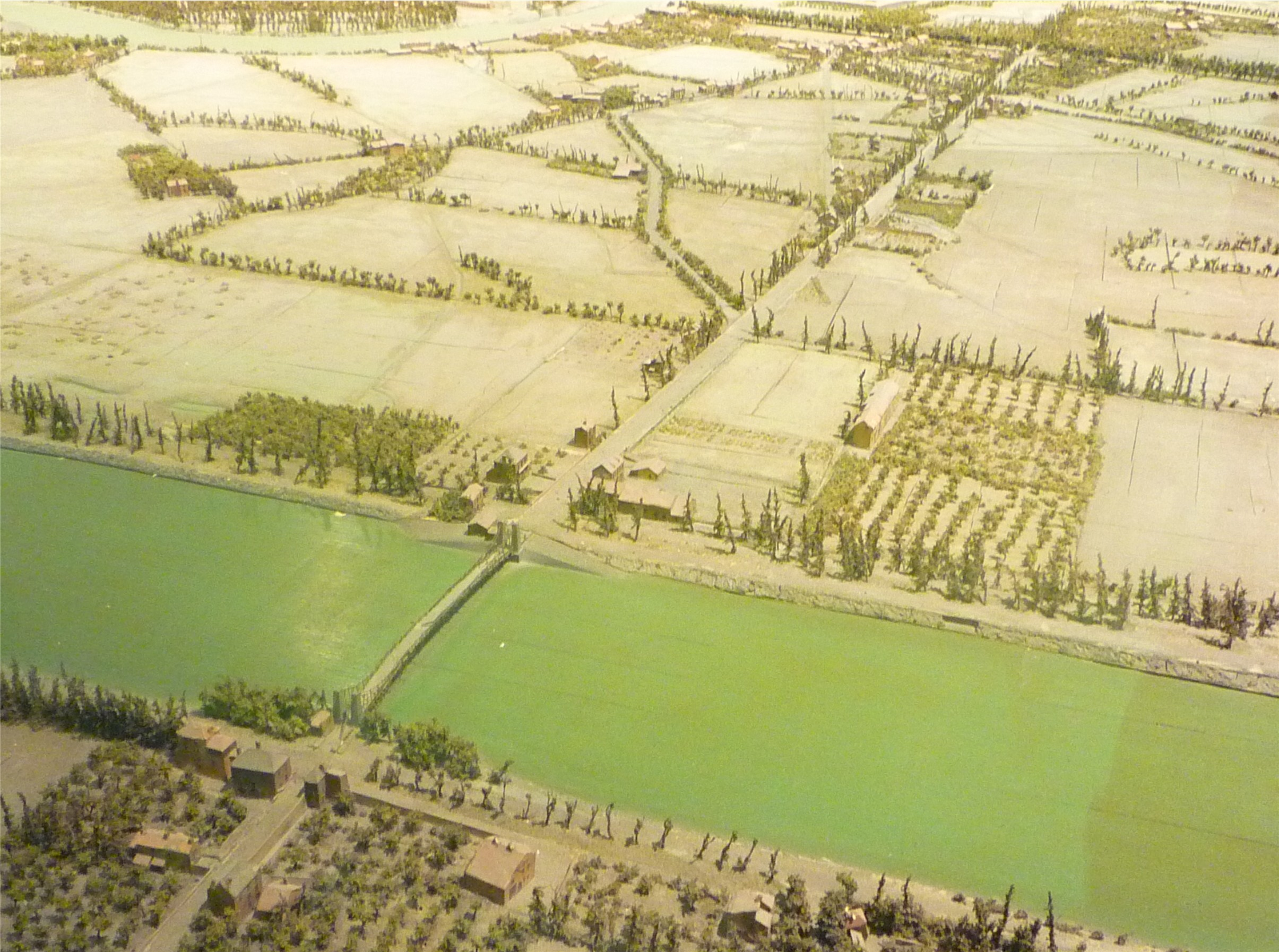
Le quartier en 1848 sur le plan-relief de Grenoble.

Afin de franchir le Drac, un pont en chaînes de fer est mis en service le 7 février 1826 sous la direction d'un ingénieur des ponts et chaussées, Louis Crozet. En 1831, un projet est conçu sous l'administration de Vincent Rivier afin de transformer le chemin tortueux reliant le cours Saint-André au pont en chaînes de fer sur le Drac, en une voie rectiligne créant ainsi le premier tracé du futur cours Berriat.

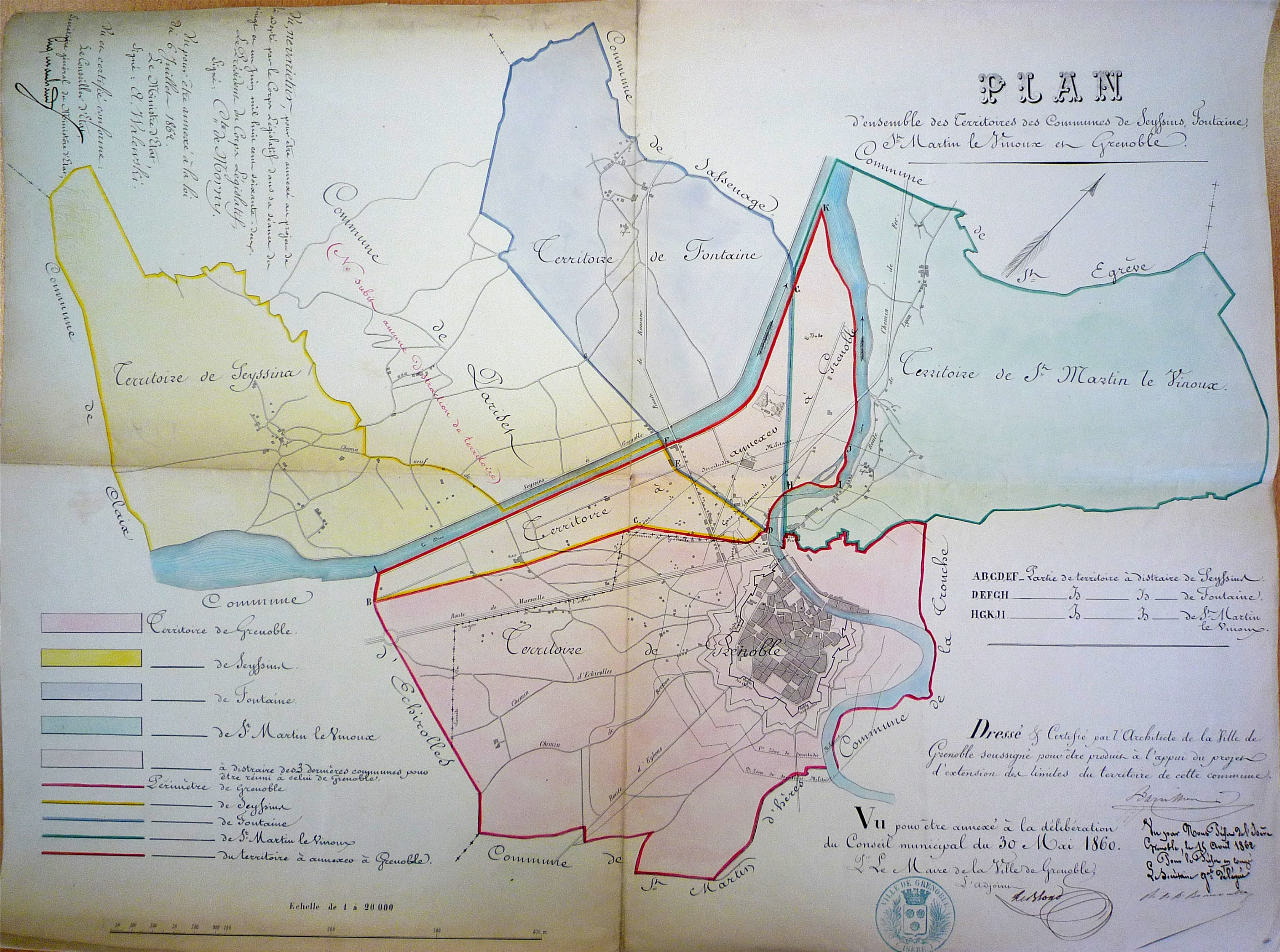
Territoires rattachés à Grenoble en 1860 (Archives départementales -cote 121 M 26)

Le 30 mai 1860, un territoire d'environ 500 hectares détaché des communes de Seyssins, de Pariset, de Fontaine et de Saint-Martin-le-Vinoux est annexé à Grenoble grâce à la municipalité d'Eugène Gaillard, la loi approuvant cette annexion est votée en 1862, entraînant le rattachement du futur quartier à la commune de Grenoble.
En 1866, le projet de construction de l'église du quartier, la future église Saint-Bruno de Grenoble, aujourd'hui, située place Saint-Bruno, est remporté par l'architecte Charles Laisné. Celle-ci construite sous l'égide des architectes grenoblois Eugène Péronnet puis Alfred Berruyer est achevée l'année suivante.
En 1875, la société ARaymond rachète un vaste entrepôt artisanal au 113, cours Berriat donnant ainsi au secteur un aspect plus industriel.
En 1889 le pont du Vercors, situé au bout de la rue Diderot, est ouvert à la circulation et permet de rejoindre la commune de Fontaine. Dès janvier 1895, ce pont bénéficie du passage d'une ligne de tramway.

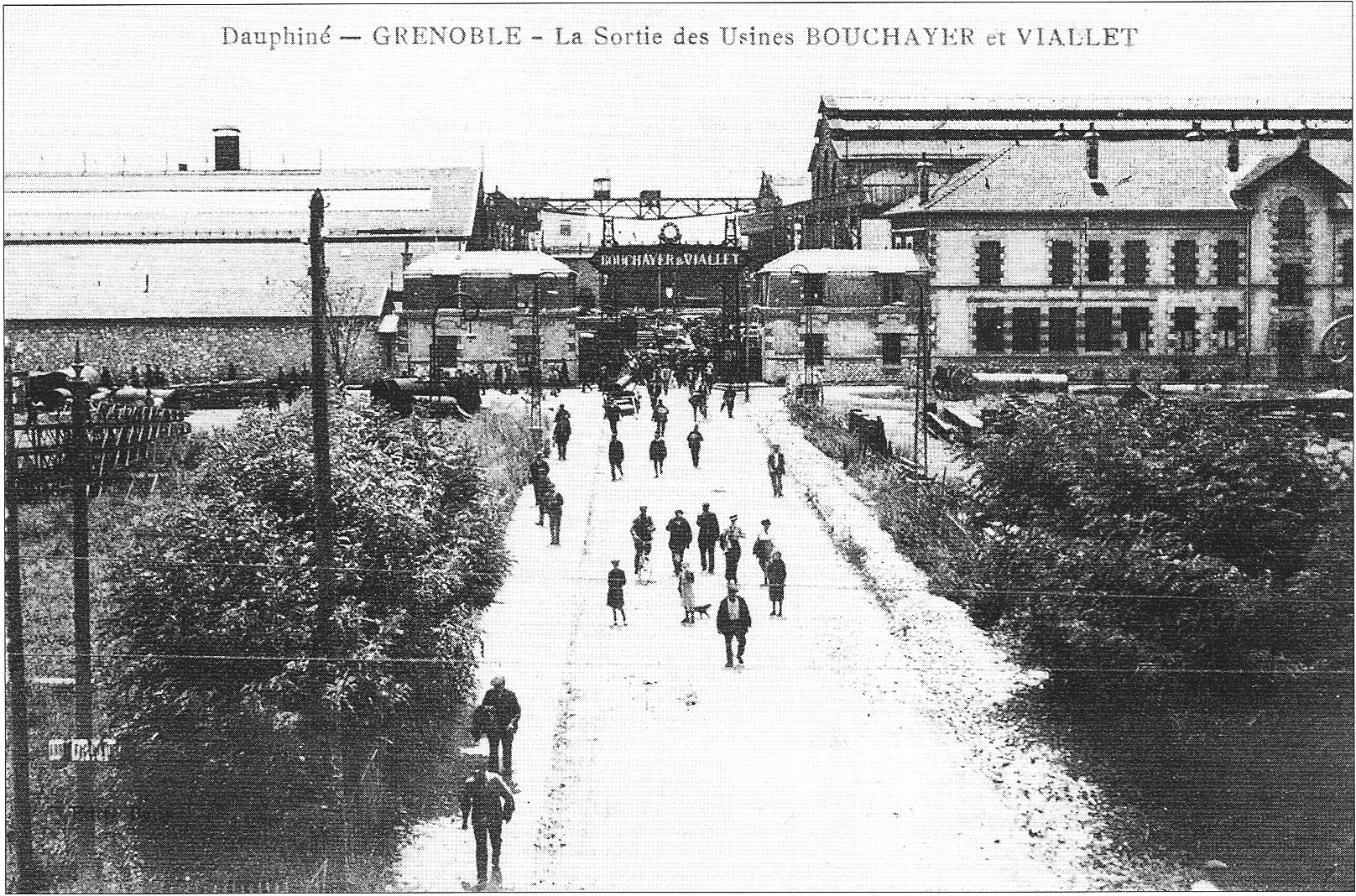
Usine Bouchayer-Viallet vers 1900.

Hippolyte Bouchayer, le troisième fils de l'industriel Joseph Bouchayer rachète au début du XXe siècle une halle de 3 000 m2 construite à Paris en 1900 par les ateliers de Gustave Eiffel à l'occasion de l'Exposition Universelle de Paris. Démontée et transportée à Grenoble par les établissements Bouchayer-Viallet, elle prend la dénomination d'usine A du groupe et servira durant soixante ans d'atelier de chaudronnerie. Après la fermeture de l'usine dans les années 1980, elle est reconvertie en lieu d'exposition dénommé « le Magasin ».
En 1901 une seconde ligne dénommée « ligne du cours Berriat » appartenant à la SGTE, compagnie de l'ancien tramway de Grenoble relie la rue Félix-Poulat au pont du Drac à l'extrémité ouest du cours Berriat. Cette ligne cesse de circuler le 31 août 1952 pour être remplacés par des autobus. À partir du mois d'octobre 1952, ceux-ci sont remplacés par des trolleybus. Trente-cinq ans après sa disparition, le tramway fait son retour à Grenoble en 1987 et traverse de nouveau le quartier Berriat.
Durant la Seconde Guerre mondiale, Grenoble et sa région sont occupées durant onze mois par l'armée allemande. Cette période reste la plus difficile pour les habitants. Le 14 août 1944, les Allemands fusillent vingt jeunes résistants du Vercors à l'intersection du cours Berriat et de la rue Ampère, en représailles à l'exécution trois jours auparavant de deux soldats allemands devant l'immeuble du 153 cours Berriat. 
Ce même terrain, qui desservait les usines Bouchayer-Viallet, devient après la libération de Grenoble le 22 août, le lieu d'exécution de miliciens et de collaborateurs avec l'occupant.

## Transports en commun
Le cours Berriat, qui traverse le quartier, est emprunté par la ligne A et brièvement par la ligne B du tramway de Grenoble à partir de l'intersection entre le cours Berriat et la rue Abbé-Grégoire. Sur le cours se trouvent deux stations : l'une, dénommée « Saint-Bruno », est située près de la gare et du pont de la voie ferrée ; elle est commune aux lignes A et B. La seconde, positionnée non loin du pont du Drac et de l'A480, se nomme « Berriat-Le Magasin ».

## Bâtiments principaux

### L'église Saint-Bruno

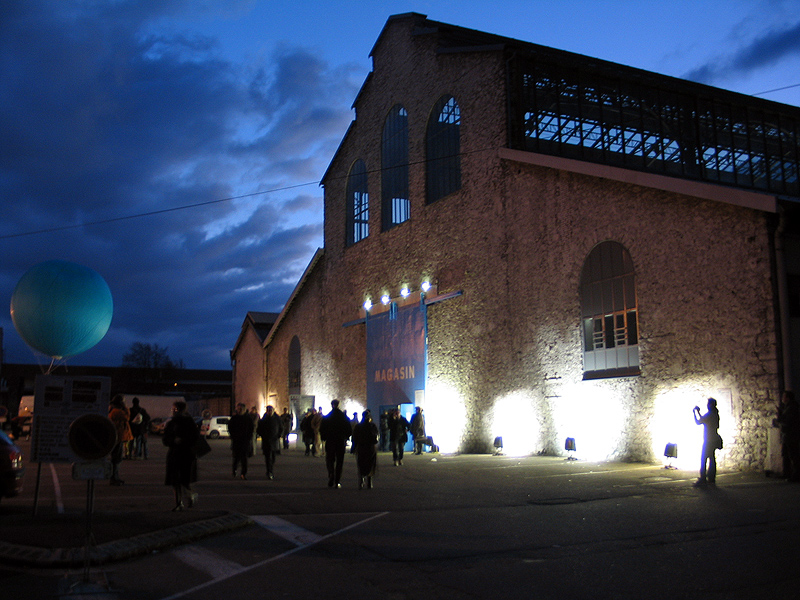
Le Magasin, vernissage de réouverture le 21 1 2006.

L’Église Saint-Bruno, située place Saint-Bruno, donnant ainsi son nom au quartier, est de style néogothique avec des éléments romans ou mauresques. Elle est consacrée en 1878. Ses architectes sont Eugène Péronnet et Alfred Berruyer.
La deuxième église du quartier est l'église Saint-Jean qui est construite entre 1963 et 1965, par l'architecte Maurice Blanc, sur un plan circulaire puis restaurée en 1979. Une église protestante évangélique est également implantée dans le quartier depuis maintenant plusieurs années.

### Le Magasin
Ce quartier abrite le Magasin des horizons, un ancien bâtiment industriel de l'usine Bouchayer-Viallet transformé en 1986 en Centre national d'art contemporain (CNAC), où des expositions ont lieu de façon régulière.
À proximité, la nouvelle salle de musique amplifiée de 900 places, dénommée La Belle Électrique, a ouvert ses portes le 10 janvier 2015. En face, dans un ancien bâtiment du site, s'installe une brasserie en avril 2019.

### Les autres bâtiments
On y trouve aussi le Théâtre 145 et le Théâtre de poche qui sont toutes deux des salles municipales situées sur le cours Berriat ; l'Association pour le Développement des Arts et Expressions Populaires, désormais dénommée l'Ampérage, et la bibliothèque municipale Saint-Bruno, située sur la place du même nom.
En 1979, les 12 000 m2 de l'ancienne chocolaterie Cémoi située rue Ampère sont reconvertis en hôtel d'entreprises. 
Avec la création de la zac Bouchayer-Viallet en 2004 à proximité, l'édifice est entièrement rénové en 2011 et accueille de nombreuses start-ups. En 2016, Apple annonce son implantation dans l'hôtel sur une surface de 800 m2. Par ailleurs, les quatorze hectares du site Bouchayer-Viallet accueillent d'autres bâtiments d'entreprises comme les Reflets du Drac ou les Reflets du Vercors.
En juin 2018, le siège du quotidien Le Dauphiné libéré quitte le site historique de l'avenue Alsace-Lorraine pour s'installer dans ces locaux.
Début 2021, le site accueillera Alpes city, siège alpin de la Caisse d'Épargne Rhône-Alpes dans un immeuble de 5 500 m2.

## Galerie de photos

Quelques photos du quartier Chorier-Berriat
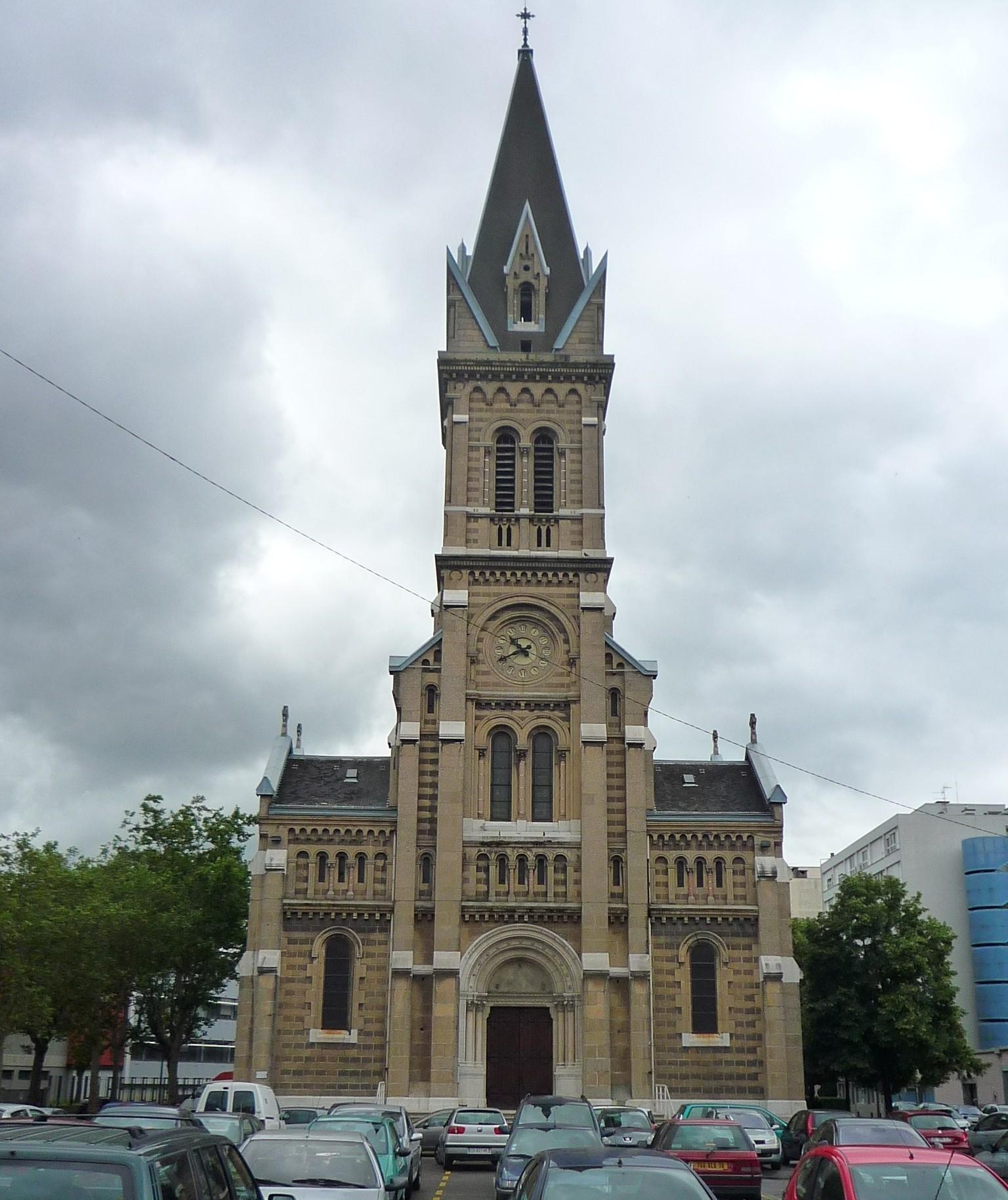
L'Église St Bruno.
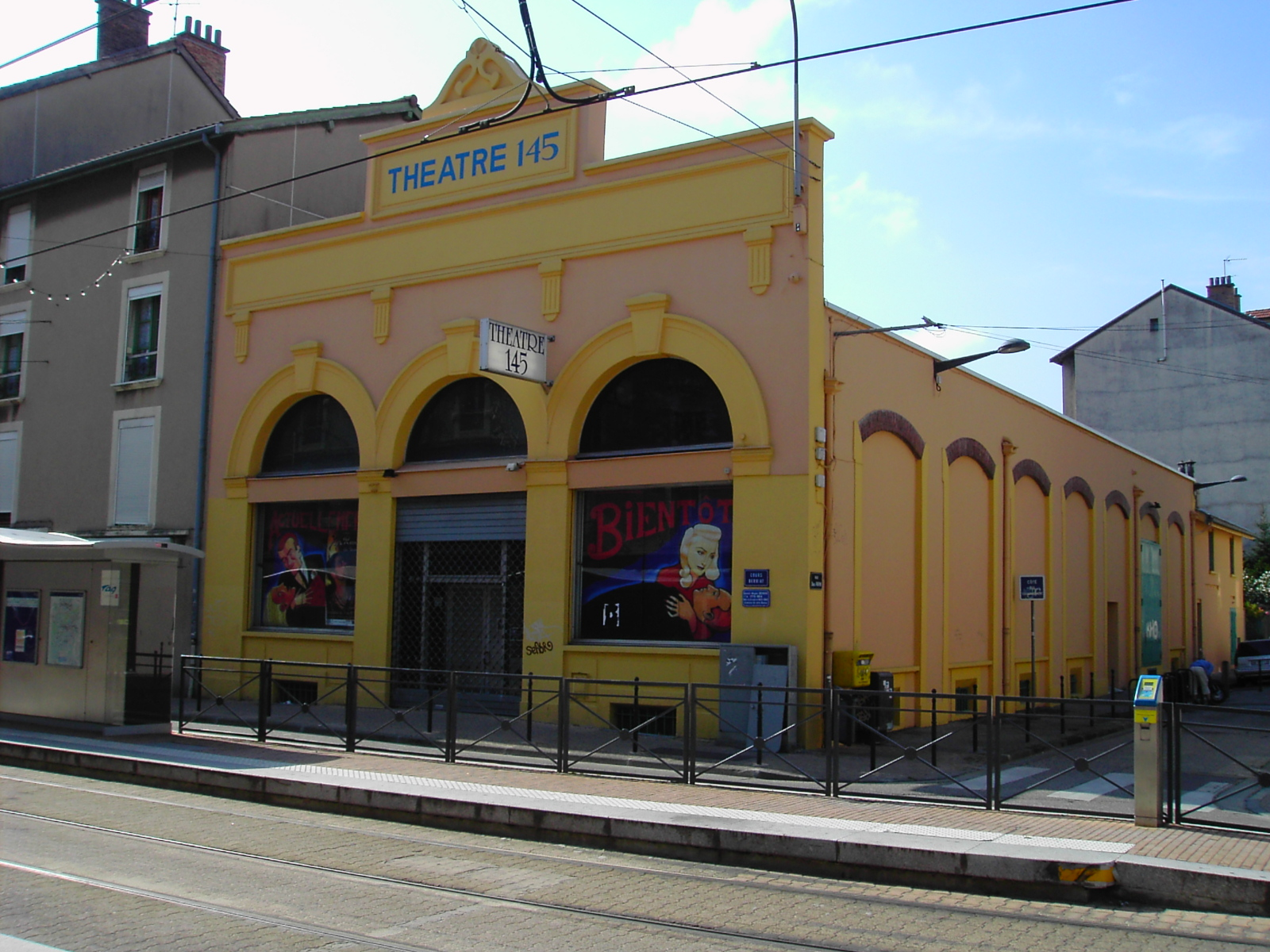
Le Théâtre 145, anciennement une salle de cinéma.
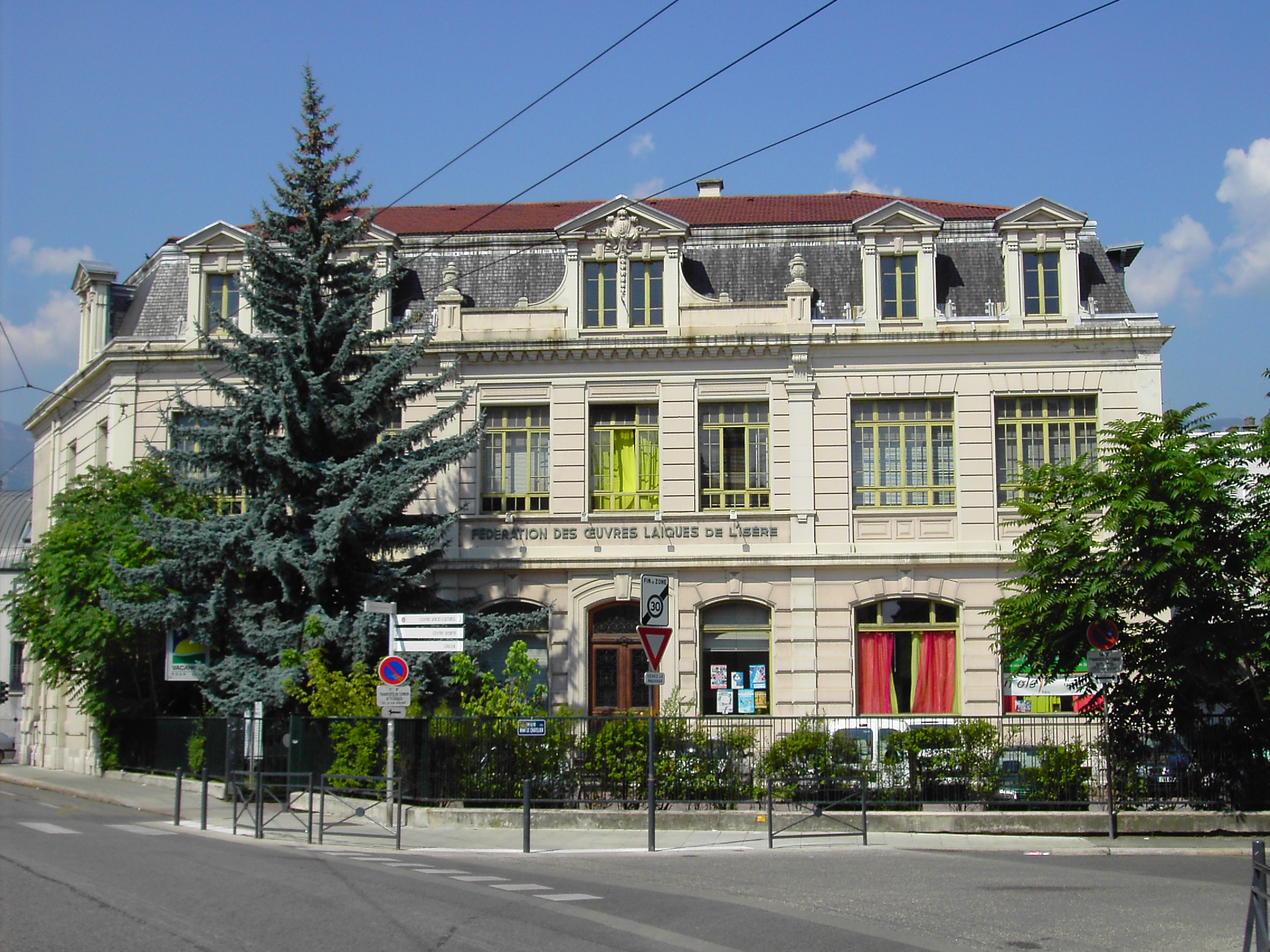
Bâtiment des œuvres laïques de l'Isère.
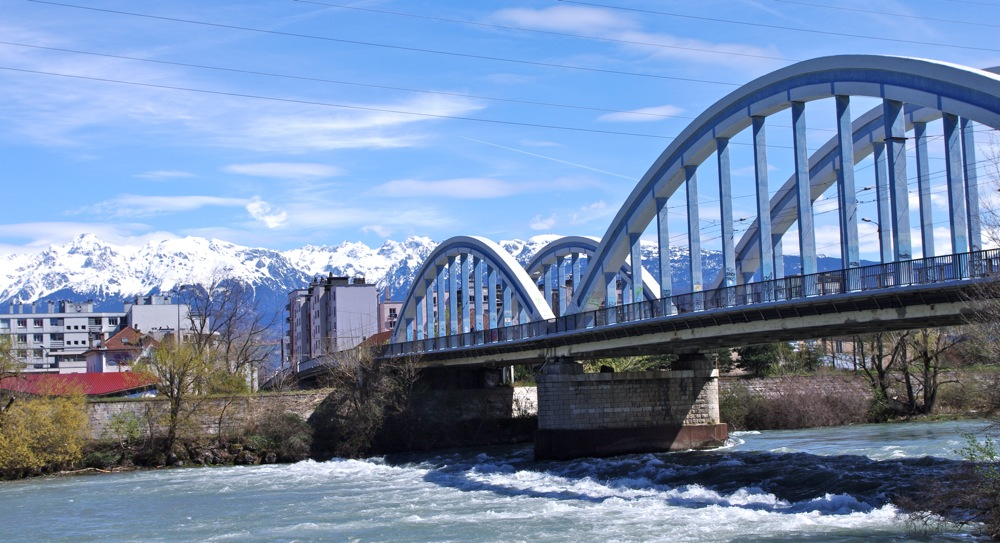
Le pont du Drac et le quartier Berriat.
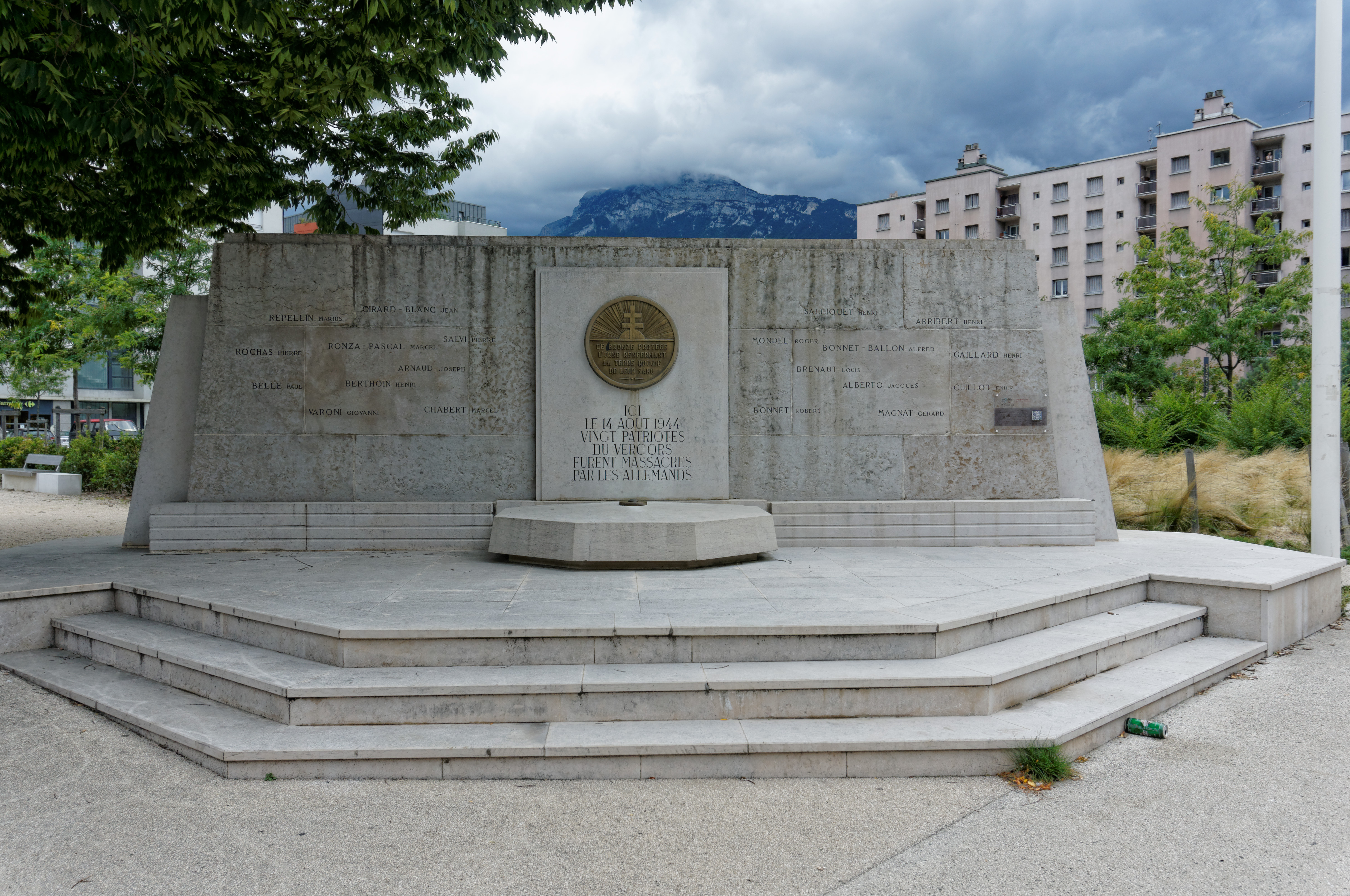
Monument aux morts du square des Fusillés.